# Erwin Chargaff
Erwin Chargaff (Czernowitz, 11 de agosto de 1905 — Nova Iorque, 20 de junho de 2002) foi um bioquímico austríaco emigrado para os Estados Unidos durante o período nazista.

## Universidade de Columbia
Durante seu tempo na Columbia, Chargaff publicou vários artigos científicos, lidando principalmente com o estudo de ácidos nucléicos, como o DNA, usando técnicas cromatográficas. Ele se interessou pelo DNA em 1944 depois que Oswald Avery identificou a molécula como a base da hereditariedade. Cohendiz que "Quase sozinho entre os cientistas desta época, Chargaff aceitou o artigo incomum de Avery e concluiu que as diferenças genéticas entre os DNAs devem se refletir em diferenças químicas entre essas substâncias. Na verdade, ele foi o primeiro bioquímico a reorganizar seu laboratório para testar essa hipótese, que ele provou em 1949". Chargaff disse sobre a descoberta de Avery: "Eu vi diante de mim (em 1944), em contornos escuros, o início de uma gramática da biologia", e em 1950 ele publicou um artigo com a conclusão de que as quantidades de adenina e timina no DNA eram quase iguais, assim como as quantidades de citosina e guanina. Mais tarde, isso ficou conhecido como a primeira das regras de Chargaff. Instrumental em suas descobertas de DNA foram a inovação da cromatografia de papel, e a ferramenta de espectrofotômetro ultravioleta disponível comercialmente.

## Regras de Chargaff
Erwin Chargaff propôs duas regras principais em sua vida, que foram apropriadamente chamadas de regras de estequiometria de proteínas de Chargaff. A primeira e mais conhecida conquista foi mostrar que no DNA natural o número de unidades de guanina é igual ao número de unidades de citosina e o número de unidades de adenina é igual ao número de unidades de timina. No DNA humano, por exemplo, as quatro bases estão presentes nestas percentagens: A = 30,9% e T = 29,4%; G = 19,9% e C = 19,8%. Isso indicava fortemente a composição do par de bases do DNA, embora Chargaff não tenha declarado explicitamente essa conexão. Para esta pesquisa, Chargaff é creditado por refutar o hipótese tetranucleotídica  (hipótese amplamente aceita de Phoebus Levene de que o DNA era composto de um grande número de repetições de GACT). A maioria dos pesquisadores havia assumido anteriormente que os desvios das razões de base equimolar (G = A = C = T) eram devidos a erros experimentais, mas Chargaff documentou que a variação era real, com [C + G] tipicamente sendo ligeiramente menos abundante. Ele fez seus experimentos com a cromatografia em papel recém-desenvolvida e o espectrofotômetro ultravioleta. Chargaff conheceu Francis Crick e James D. Watson em Cambridge em 1952 e, apesar de não se dar bem com eles pessoalmente, ele explicou suas descobertas a eles. A pesquisa de Chargaff mais tarde ajudaria a equipe do laboratório Watson e Crick a deduzir a estrutura em dupla hélice do DNA.
A segunda regra de Chargaff é que a composição do DNA varia de uma espécie para outra, em particular nas quantidades relativas de bases A, G, T e C. Essa evidência de diversidade molecular, que se presumia ausente do DNA, tornava o DNA um candidato mais confiável para o material genético do que a proteína.

## Livros de autoria
- Chargaff, Erwin (1978). Heraclitean Fire: Sketches from a Life Before Nature. [S.l.]: Rockefeller University Press. p. 252. ISBN 0-874-70029-9
- Unbegreifliches Geheimnis. Wissenschaft als Kampf für und gegen die Natur. Stuttgart: Klett-Cotta, 1980, ISBN 3-608-95452-X
- Bemerkungen. Stuttgart: Klett-Cotta, 1981, ISBN 3-12-901631-7
- Warnungstafeln. Die Vergangenheit spricht zur Gegenwart. Stuttgart: Klett-Cotta, 1982, ISBN 3-608-95004-4
- Kritik der Zukunft. Essay. Stuttgart: Klett-Cotta, 1983,  ISBN 3-608-93576-2
- Zeugenschaft. Essays über Sprache und Wissenschaft. Stuttgart: Klett-Cotta, 1985, ISBN 3-608-95373-6
- Serious Questions, An ABC of Sceptical Reflections. Boston, Basel, Stuttgart: Birkhäuser, 1986
- Abscheu vor der Weltgeschichte. Fragmente vom Menschen. Stuttgart: Klett-Cotta, 1988, ISBN 3-608-93531-2
- Alphabetische Anschläge. Stuttgart: Klett-Cotta, 1989, ISBN 3-608-95646-8
- Vorläufiges Ende. Ein Dreigespräch. Stuttgart: Klett-Cotta, 1990, ISBN 3-608-95443-0
- Vermächtnis. Essays. Stuttgart: Klett-Cotta, 1992, ISBN 3-608-95851-7
- Über das Lebendige. Ausgewählte Essays. Stuttgart: Klett-Cotta, 1993, ISBN 3-608-95976-9
- Armes Amerika – Arme Welt. Stuttgart: Klett-Cotta, 1994, ISBN 3-608-93291-7
- Ein zweites Leben. Autobiographisches und andere Texte. Stuttgart: Klett-Cotta, 1995, ISBN 3-608-93313-1
- Die Aussicht vom dreizehnten Stock. Stuttgart: Klett-Cotta, 1998, ISBN 3-608-93433-2
- Brevier der Ahnungen. Eine Auswahl aus dem Werk. Stuttgart: Klett-Cotta, 2002,  ISBN 3-608-93513-4
- Stimmen im Labyrinth. Über die Natur und ihre Erforschung. Stuttgart: Klett-Cotta, 2003, ISBN 3-608-93580-0